# Mlati Kidul
Mlati Kidul is een bestuurslaag in het regentschap Kudus van de provincie Midden-Java, Indonesië. Mlati Kidul telt 4164 inwoners (volkstelling 2010).